# Schwarzhäusern
Schwarzhäusern ist eine politische Gemeinde im Verwaltungskreis Oberaargau des Kantons Bern in der Schweiz. 
Unter dem Namen Schwarzhäusern existiert neben der Einwohnergemeinde auch eine Burgergemeinde.

## Geographie
Schwarzhäusern liegt im Oberaargau im Schweizer Mittelland am Nordufer der Aare. Die Nachbargemeinden sind Wolfwil, Wynau, Aarwangen, Bannwil, Niederbipp und Kestenholz.
An der südöstlichen Gemeindegrenze wird die Aare für das Elektrizitätswerk Wynau gestaut.
Bis in die frühe Neuzeit hiess die Gemeinde Rufshausen, welches auch den Kern der Gemeinde Schwarzhäusern bildet.

## Wirtschaft
Landwirtschaft und Kleingewerbe stellten Anfang des 21. Jahrhunderts je gut 17 % der Arbeitsplätze; rund drei Viertel der erwerbstätigen Bevölkerung arbeiteten auswärts, v. a. in Aarwangen und Langenthal.

## Verkehr
Durch das Siedlungsgebiet führt in Nord-Süd-Richtung die Kantonsstrasse 1438 (Aarwangen–Schwarzhäusern–Wolfwil).
Ausserhalb des Siedlungsgebiets verläuft durch das westliche Gemeindegebiet die Kantonstrasse 244.